# Saint-Léger-en-Yvelines
Saint-Léger-en-Yvelines là một xã của Pháp ở tỉnh Yvelines trong vùng Île-de-France.
Người dân ở đây trong tiếng Pháp gọi là Léodégariennes và Léodégariens.
Saint-Léger-en-Yvelines nằm ở trung bộ Yvelines, giữa rừng Rambouillet, 11 km về phía tây bắc Rambouillet, và 37 km về phía tây nam của Versaillest.
Các xã giáp ranh: Les Mesnuls về phía đông bắc, Les Bréviaires về phía đông, Poigny-la-Forêt về phía nam, La Boissière-École về phía tây nam, Condé-sur-Vesgre về phía tây-tây-nam, Gambaiseuil về phía tây bắc, Grosrouvre au nord-nord-ouest và Montfort-l'Amaury về phía bắc.

## Hành chính
| Date d'élection | Identité             | Qualité |
| --------------- | -------------------- | ------- |
| 2001            | Jean-Pierre Ghibaudo | Maire   |

## Thông tin nhân khẩu
| 1793 | 1800 | 1806 | 1821 | 1831 | 1836 | 1841 | 1846 | 1851 |
| ---- | ---- | ---- | ---- | ---- | ---- | ---- | ---- | ---- |
| 769  | 779  | 836  | 703  | 872  | 844  | 784  | 771  | 754  |

| 1856 | 1861 | 1866 | 1872 | 1876 | 1881 | 1886 | 1891 | 1896 |
| ---- | ---- | ---- | ---- | ---- | ---- | ---- | ---- | ---- |
| 697  | 684  | 715  | 710  | 674  | 673  | 742  | 745  | 691  |

| 1901 | 1906 | 1911 | 1921 | 1926 | 1931 | 1936 | 1946 | 1954 |
| ---- | ---- | ---- | ---- | ---- | ---- | ---- | ---- | ---- |
| 649  | 665  | 677  | 636  | 635  | 672  | 642  | 673  | 568  |

| 1962                                         | 1968 | 1975 | 1982 | 1990  | 1999  | 2006  | - | - |
| -------------------------------------------- | ---- | ---- | ---- | ----- | ----- | ----- | - | - |
| 680                                          | 641  | 806  | 969  | 1 074 | 1 322 | 1 393 | - | - |
| Số liệu kể từ 1962 : dân số không tính trùng |      |      |      |       |       |       |   |   |